# چارلز زلر کلادر
چارلز زلر کلادر (انگلیسی: Charles Klauder؛ ۹ فوریه ۱۸۷۲ – ۳۰ اکتبر ۱۹۳۸) معمار اهل ایالات متحده آمریکا بود.